# کارامل (فیلم)
کارامل (به عربی: سکر بنات) یک فیلم لبنانی است.
این اثر اولین فیلم داستانی نادین لبکی (بازیگر-کارگردان) و محصول سال ۲۰۰۷ می‌باشد که عنوان توزیع ِ فرانسوی آن کارامل Caramel (عربی: سُکَر بَنات) است.
این فیلم اولین بار در ۲۰ مه ۲۰۰۷ در جشن سینمای کن در ضمن «فعالیت هفتگی» کارگردانان که مختص تازه کارها بود نمایش داده شد.

## حوادث فیلم
لیال (نادین لبکی) به همراه سه زن دیگر در یک آرایشگاه در بیروت کار می‌کند که هر یک مشکلاتی برای خود دارند. لیال با یک مرد متأهل ارتباط برقرار کرده است و نسرین (یاسمین المصری) دختر مسلمانی است که بکارتش را از دست داده و نمی‌داند چگونه با این مسئله برخورد کند، مخصوصاً که در شرف ازدواج است. ریما (جوانا مکرزل) با هویت زنانه خودش دچار مشکل شده و جمال (جیزیل عواد) از بالا رفتن سنش می ترسد.

## بازیگران
- نادین لبکی در نقش لیال
- عادل کرم در نقش پاسبان
- یاسمین المصری در نقش نسرین
- جوانا مکرزل در نقش ریما
- جیزیل عواد در نقش جمال
- سهام حداد در نقش رُز

## درباره فیلم
- فیلمبرداری این فیلم ۹ روز قبل از جنگ تابستان ۲۰۰۶ تمام شد.
- به جز نادین و عادل، این فیلم تجربه اول دیگر بازیگران حاضر در آن بود.
- نادین لبکی با آهنگساز این فیلم یعنی خالد مزنر نامزد کرد.